# WaterFront
WaterFront was een poppodium in de Nederlandse stad Rotterdam. In 2000 ging WaterFront van start als voortzetting van podium de Vlerk (onderdeel van Stichting Culturele Activiteiten Rotterdam) en studiocomplex Via Ritmo, die hun oefenruimtes onder het talud aan de noordzijde van de Willemsbrug hadden. Deze plek werd omgebouwd tot podium WaterFront.
In 2004 kwam het podium in financiële problemen en kon het de huur niet meer betalen. De gemeente zegde de huur op.
In 2008 volgde een fusie met het noodlijdende podium WATT, waardoor WaterFront als podium verdween. In december 2008 sloot WaterFront de deuren.
In 2010 werd het gebouw verhuurd aan een nieuwe partij, die aangaf de activiteiten van het inmiddels failliet gegane WATT over te nemen. Zij betaalden echter jarenlang geen huur aan de gemeente, terwijl zij wel inkomsten ontvingen uit feesten. Ook dienden ze declaraties in voor werk dat nooit was verricht. In 2015 kwam de fraude aan het licht en werd er een onderzoekscommissie door de gemeente ingesteld. Er bleek voor acht miljoen euro te zijn gefraudeerd. In 2017 stapte wethouder Schneider op en werden enkele ambtenaren uit hun functie gezet. In 2019 ging de strafzaak tegen de voormalige huurders van start.